# La Classique Morbihan 2019
La 5e édition de La Classique Morbihan a eu lieu le 31 mai 2019. La course fait partie du calendrier international féminin UCI 2019 en catégorie 1.1. Elle est remportée par la Luxembourgeoise Christine Majerus.

## Équipes
| Équipes féminines professionnelles (14)- Aromitalia Vaiano - BePink - Bigla - Bizkaia-Durango - BTC City Ljubljana - Charente-Maritime Women Cycling - Doltcini-Van Eyck Sport - FDJ-Nouvelle Aquitaine-Futuroscope - Health Mate-Ladies Team - Lotto Soudal Ladies - Mitchelton-Scott - Parkhotel Valkenburg-Destil - Sopela - WNT-Rotor Pro Cycling Équipes nationales (7)- Espagne - France - Israël - Luxembourg - Norvège - Nouvelle-Zélande - Russie Équipe féminines amateur (7)- Breizh Ladies - DN Auvergne-Rhône Alpes - DN Biofrais - Elles Pays de la Loire - Jan van Arckel - Team féminin Centre Val de Loire - VC Morteau Montbenoit Équipe régionale et de club- Centre mondial du cyclisme |
| |

## Récit de course
La course est interrompue en son début à cause de trois chutes collectives successives. Cela provoque toutefois une sélection. Eider Merino attaque et arrive seule sur le circuit final avec une avance de vingt secondes. Elle est reprise. La course se conclut au sprint à cinq dans la côte de Cadoudal avec la victoire de Christine Majerus,.

## Classements

### Classement final
| \| Classement général \| Classement général \| Classement général \| Classement général \| Classement général \| \| Coureuse \| Coureuse \| Pays \| Équipe \| Temps \| \| ------------------ \| ------------------ \| ------------------ \| ---------------------------------- \| ------------------ \| \| 1re \| Christine Majerus \| Luxembourg \| Luxembourg \| 3 h 15 min 19 s \| \| 2e \| Sofie De Vuyst \| Belgique \| Parkhotel Valkenburg \| + 0 s \| \| 3e \| Tatiana Guderzo \| Italie \| Bepink \| + 0 s \| \| 4e \| Gracie Elvin \| Australie \| Mitchelton-Scott \| + 0 s \| \| 5e \| Elizabeth Banks \| Royaume-Uni \| Bigla \| + 4 s \| \| 6e \| Nikola Nosková \| Tchéquie \| Bigla \| + 10 s \| \| 7e \| Juliette Labous \| France \| France \| + 22 s \| \| 8e \| Moniek Tenniglo \| Pays-Bas \| Mitchelton-Scott \| + 31 s \| \| 9e \| Eider Merino \| Espagne \| Espagne \| + 45 s \| \| 10e \| Eugénie Duval \| France \| FDJ-Nouvelle Aquitaine-Futuroscope \| + 51 s \| |                   |             |                                    |                 |
| |                   |             |                                    |                 |
| Source : Cycling Quotient |                   |             |                                    |                 |
| Classement général |                   |             |                                    |                 |
| Coureuse | Coureuse          | Pays        | Équipe                             | Temps           |
| 1re | Christine Majerus | Luxembourg  | Luxembourg                         | 3 h 15 min 19 s |
| 2e | Sofie De Vuyst    | Belgique    | Parkhotel Valkenburg               | + 0 s           |
| 3e | Tatiana Guderzo   | Italie      | Bepink                             | + 0 s           |
| 4e | Gracie Elvin      | Australie   | Mitchelton-Scott                   | + 0 s           |
| 5e | Elizabeth Banks   | Royaume-Uni | Bigla                              | + 4 s           |
| 6e | Nikola Nosková    | Tchéquie    | Bigla                              | + 10 s          |
| 7e | Juliette Labous   | France      | France                             | + 22 s          |
| 8e | Moniek Tenniglo   | Pays-Bas    | Mitchelton-Scott                   | + 31 s          |
| 9e | Eider Merino      | Espagne     | Espagne                            | + 45 s          |
| 10e | Eugénie Duval     | France      | FDJ-Nouvelle Aquitaine-Futuroscope | + 51 s          |

### Points UCI
| Position           | 1er | 2e | 3e | 4e | 5e | 6e | 7e | 8e | 9e | 10e | 11e | 12e | 13e à 15e | 16e à 25e |
| Classement général | 125 | 85 | 70 | 60 | 50 | 40 | 35 | 30 | 25 | 20  | 15  | 10  | 5         | 3         |

## Liste des participantes
| FDJ-Nouvelle Aquitaine-Futuroscope FDJ | FDJ-Nouvelle Aquitaine-Futuroscope FDJ | FDJ-Nouvelle Aquitaine-Futuroscope FDJ |
| -------------------------------------- | -------------------------------------- | -------------------------------------- |
| Num                                    | Coureuse                               | Pos                                    |
| 1                                      | Coralie Demay (FRA)                    | 58e                                    |
| 2                                      | Marie Le Net (FRA)                     | 64e                                    |
| 3                                      | Victorie Guilman (FRA)                 | 34e                                    |
| 4                                      | Eugénie Duval (FRA)                    | 10e                                    |
| 5                                      | Maëlle Grossetête (FRA)                | 94e                                    |
| 6                                      | Lauren Kitchen (AUS)                   | 63e                                    |

| Charente-Maritime CMW | Charente-Maritime CMW   | Charente-Maritime CMW |
| --------------------- | ----------------------- | --------------------- |
| Num                   | Coureuse                | Pos                   |
| 11                    | Pauline Allin (FRA)     | 92e                   |
| 12                    | India Grangier (FRA)    | 50e                   |
| 13                    | Balladyne Tritsch (FRA) | AB                    |
| 14                    | Marine Quiniou (FRA)    | 17e                   |
| 15                    | Anaïs Morichon (FRA)    | AB                    |
| 16                    | Gladys Verhulst (FRA)   | 67e                   |

| Aromitalia Vaiano VAI | Aromitalia Vaiano VAI        | Aromitalia Vaiano VAI |
| --------------------- | ---------------------------- | --------------------- |
| Num                   | Coureuse                     | Pos                   |
| 21                    | Sofia Beggin (ITA)           | 79e                   |
| 22                    | Rasa Leleivytė (LTU) (route) | 78e                   |
| 23                    | Letizia Borghesi (ITA)       | 77e                   |
| 24                    | Nicole Nesti (ITA)           | AB                    |
| 25                    | Michela Balducci (ITA)       | 41e                   |
| 26                    | Emilia Matteoli (ITA)        | AB                    |

| Bepink BPK | Bepink BPK              | Bepink BPK |
| ---------- | ----------------------- | ---------- |
| Num        | Coureuse                | Pos        |
| 31         | Simona Frapporti (ITA)  | 65e        |
| 32         | Chiara Perini (ITA)     | 49e        |
| 33         | Silvia Valsecchi (ITA)  | 93e        |
| 34         | Vania Canvelli (ITA)    | 19e        |
| 35         | Tatiana Guderzo (ITA)   | 3e         |
| 36         | Francesca Pattaro (ITA) | 66e        |

| Bigla BIG | Bigla BIG                   | Bigla BIG |
| --------- | --------------------------- | --------- |
| Num       | Coureuse                    | Pos       |
| 41        | Cecilie Uttrup Ludwig (DEN) | 33e       |
| 42        | Leah Thomas (USA)           | 32e       |
| 43        | Mikayla Harvey (NZL)        | AB        |
| 44        | Sophie Wright (GBR)         | AB        |
| 45        | Elizabeth Banks (GBR)       | 5e        |
| 46        | Nikola Nosková (CZE)        | 6e        |

| Bizkaia-Durango BDP | Bizkaia-Durango BDP     | Bizkaia-Durango BDP |
| ------------------- | ----------------------- | ------------------- |
| Num                 | Coureuse                | Pos                 |
| 51                  | Sandra Alonso (ESP)     | AB                  |
| 52                  | Ainara Elbusto (ESP)    | 76e                 |
| 53                  | Isabel Martin (ESP)     | AB                  |
| 54                  | Lucía González (ESP)    | 43e                 |
| 55                  | Ariana Gilabert (ESP)   | AB                  |
| 56                  | Cristina Martínez (ESP) | 68e                 |

| BTC City Ljubljana BTC | BTC City Ljubljana BTC | BTC City Ljubljana BTC |
| ---------------------- | ---------------------- | ---------------------- |
| Num                    | Coureuse               | Pos                    |
| 61                     | Urša Pintar (SLO)      | AB                     |
| 62                     | Hanna Nilsson (SWE)    | AB                     |
| 63                     | Urška Žigart (SLO)     | 90e                    |
| 64                     | Špela Kern (SLO)       | AB                     |
| 65                     | Maja Savic (SRB)       | AB                     |

| Doltcini-Van Eyck Sport DVE | Doltcini-Van Eyck Sport DVE     | Doltcini-Van Eyck Sport DVE |
| --------------------------- | ------------------------------- | --------------------------- |
| Num                         | Coureuse                        | Pos                         |
| 71                          | Pascale Jeuland-Tranchant (FRA) | 60e                         |
| 72                          | Marion Sicot (FRA)              | 39e                         |
| 73                          | Saartje Vandenbroucke (BEL)     | 84e                         |
| 74                          | Jesse Vandenbulcke (BEL)        | AB                          |
| 75                          | Séverine Eraud (FRA)            | 36e                         |
| 76                          | Victoire Berteau (FRA)          | 97e                         |

| Health Mate-Ladies Team HMT | Health Mate-Ladies Team HMT   | Health Mate-Ladies Team HMT |
| --------------------------- | ----------------------------- | --------------------------- |
| Num                         | Coureuse                      | Pos                         |
| 81                          | Christina Schweinberger (AUT) | 46e                         |
| 82                          | Kylie Waterreus (NED)         | 45e                         |
| 83                          | Kirstie van Haaften (NED)     | 23e                         |
| 84                          | Fien Delbaere (BEL)           | 24e                         |
| 85                          | Margarita Lopez (ESP)         | AB                          |

| Lotto Soudal Ladies LSL | Lotto Soudal Ladies LSL  | Lotto Soudal Ladies LSL |
| ----------------------- | ------------------------ | ----------------------- |
| Num                     | Coureuse                 | Pos                     |
| 91                      | Julie Van de Velde (BEL) | 31e                     |
| 92                      | Danique Braam (NED)      | 22e                     |
| 93                      | Chantal Hoffmann (LUX)   | 85e                     |
| 94                      | Danielle Christmas (GBR) | 12e                     |

| Mitchelton-Scott MTS | Mitchelton-Scott MTS   | Mitchelton-Scott MTS |
| -------------------- | ---------------------- | -------------------- |
| Num                  | Coureuse               | Pos                  |
| 101                  | Sarah Roy (AUS)        | 11e                  |
| 102                  | Gracie Elvin (AUS)     | 4e                   |
| 103                  | Georgia Williams (NZL) | 15e                  |
| 105                  | Moniek Tenniglo (NED)  | 8e                   |
| 106                  | Alexandra Manly (AUS)  | 18e                  |

| Parkhotel Valkenburg PHV | Parkhotel Valkenburg PHV | Parkhotel Valkenburg PHV |
| ------------------------ | ------------------------ | ------------------------ |
| Num                      | Coureuse                 | Pos                      |
| 111                      | Sofie De Vuyst (BEL)     | 2e                       |
| 112                      | Esther van Veen (NED)    | 56e                      |
| 113                      | Loes Adegeest (NED)      | 57e                      |
| 114                      | Belle De Gast (NED)      | 14e                      |
| 115                      | Femke Markus (NED)       | 16e                      |
| 116                      | Fleur Nagengast (NED)    | 42e                      |

| Sopela Women's Team SWT | Sopela Women's Team SWT | Sopela Women's Team SWT |
| ----------------------- | ----------------------- | ----------------------- |
| Num                     | Coureuse                | Pos                     |
| 121                     | Maria Martins (POR)     | 75e                     |
| 122                     | Ariadna Trias (ESP)     | AB                      |
| 123                     | Andere Basterra (ESP)   | AB                      |
| 125                     | Alexandra Moreno (ESP)  | AB                      |

| WNT-Rotor Pro Cycling WNT | WNT-Rotor Pro Cycling WNT | WNT-Rotor Pro Cycling WNT |
| ------------------------- | ------------------------- | ------------------------- |
| Num                       | Coureuse                  | Pos                       |
| 131                       | Laura Asencio (FRA)       | 48e                       |
| 132                       | Ane Santesteban (ESP)     | 29e                       |
| 133                       | Lara Vieceli (ITA)        | AB                        |
| 135                       | Aafke Soet (NED)          | AB                        |
| 136                       | Anna Badegruber (AUT)     | AB                        |

| France FRA | France FRA          | France FRA |
| ---------- | ------------------- | ---------- |
| Num        | Coureuse            | Pos        |
| 141        | Sandrine Bideau     | 44e        |
| 142        | Audrey Cordon-Ragot | 27e        |
| 143        | Barbara Fonseca     | 55e        |
| 144        | Lucie Jounier       | AB         |
| 145        | Juliette Labous     | 7e         |
| 146        | Marine Strappazzon  | AB         |

| Israël ISR | Israël ISR       | Israël ISR |
| ---------- | ---------------- | ---------- |
| Num        | Coureuse         | Pos        |
| 151        | Rotem Gafinovitz | 21e        |
| 152        | Omer Shapira     | 59e        |
| 153        | Avital Gez       | AB         |
| 154        | Miriam Bar-on    | AB         |
| 155        | Nofar Maoz       | AB         |

| Luxembourg LUX | Luxembourg LUX            | Luxembourg LUX |
| -------------- | ------------------------- | -------------- |
| Num            | Coureuse                  | Pos            |
| 161            | Christine Majerus (route) | 1re            |
| 162            | Nina Berton               | AB             |
| 163            | Elise Maes                | 52e            |
| 164            | Anne-Sophie Harsch        | 88e            |
| 165            | Claire Faber              | AB             |
| 166            | Laurence Thill            | AB             |

| Jan van Arckel ___ | Jan van Arckel ___        | Jan van Arckel ___ |
| ------------------ | ------------------------- | ------------------ |
| Num                | Coureuse                  | Pos                |
| 171                | Charlotte Kool (NED)      | 74e                |
| 172                | Bente van Teeseling (NED) | 83e                |
| 173                | Amber van der Hulst (NED) | 26e                |
| 174                | Minke Bakker (NED)        | 70e                |
| 175                | Mylène de Zoete (NED)     | 96e                |
| 176                | Lily Schuitemaker (NED)   | 95e                |

| Nouvelle-Zélande NZL | Nouvelle-Zélande NZL | Nouvelle-Zélande NZL |
| -------------------- | -------------------- | -------------------- |
| Num                  | Coureuse             | Pos                  |
| 181                  | Bryony Botha         | AB                   |
| 182                  | Rylee McMullen       | 80e                  |
| 183                  | Rushlee Buchanan     | 62e                  |
| 184                  | Jenelle Crooks       | 38e                  |
| 185                  | Holly Edmondston     | AB                   |
| 186                  | Racquel Sheath       | AB                   |

| Norvège NOR | Norvège NOR                | Norvège NOR |
| ----------- | -------------------------- | ----------- |
| Num         | Coureuse                   | Pos         |
| 191         | Stine Borgli               | 30e         |
| 192         | Thale Sofie Kielland Bjerk | AB          |
| 193         | Line Marie Gulliksen       | AB          |
| 194         | Ingrid Moe                 | AB          |
| 195         | Mie Bjørndal Ottestad      | 69e         |
| 196         | Birgitte Ravndal           | 72e         |

| Russie RUS | Russie RUS                  | Russie RUS |
| ---------- | --------------------------- | ---------- |
| Num        | Coureuse                    | Pos        |
| 201        | Polina Kirillova            | 86e        |
| 202        | Margarita Syrodoeva (route) | AB         |
| 203        | Galina Tchernychova         | 47e        |
| 204        | Gyunel Mekhtieva            | 40e        |
| 205        | Irina Ivanova               | 35e        |
| 206        | Marina Uvarova              | 87e        |

| Espagne ESP | Espagne ESP          | Espagne ESP |
| ----------- | -------------------- | ----------- |
| Num         | Coureuse             | Pos         |
| 211         | Mavi García          | 28e         |
| 212         | Alicia González      | 20e         |
| 213         | Sheyla Gutiérrez     | 13e         |
| 214         | Eukene Larrarte      | AB          |
| 215         | Lorena Llamas        | AB          |
| 216         | Eider Merino (route) | 9e          |

| Centre mondial du cyclisme WCC | Centre mondial du cyclisme WCC | Centre mondial du cyclisme WCC |
| ------------------------------ | ------------------------------ | ------------------------------ |
| Num                            | Coureuse                       | Pos                            |
| 221                            | Agua Marina Espínola (PAR)     | AB                             |
| 222                            | Teniel Campbell (TTO)          | AB                             |
| 223                            | Eyeru Tesfoam Gebru (ETH)      | AB                             |
| 224                            | Anastasiya Kolesava (BLR)      | 89e                            |
| 225                            | Alice Sharpe (IRL)             | 61e                            |
| 226                            | Marlen Reusser (SUI)           | 25e                            |

| Breizh Ladies ___ | Breizh Ladies ___       | Breizh Ladies ___ |
| ----------------- | ----------------------- | ----------------- |
| Num               | Coureuse                | Pos               |
| 231               | Maina Galand (FRA)      | 37e               |
| 232               | Célia Le Mouël (FRA)    | AB                |
| 233               | Typhaine Laurance (FRA) | AB                |
| 234               | Floriane Huet (FRA)     | AB                |
| 235               | Laurie Vezie (FRA)      | AB                |
| 236               | Maryanne Hinault (FRA)  | AB                |

| Elles Pays de la Loire ___ | Elles Pays de la Loire ___ | Elles Pays de la Loire ___ |
| -------------------------- | -------------------------- | -------------------------- |
| Num                        | Coureuse                   | Pos                        |
| 241                        | Sarah Pope (FRA)           | AB                         |
| 242                        | Clémence Eraud (FRA)       | AB                         |
| 243                        | Charlotte Guillard (FRA)   | AB                         |
| 244                        | Justine Gegu (FRA)         | 81e                        |
| 245                        | Jade Leroueil (FRA)        | AB                         |
| 246                        | Anaelle Menet (FRA)        | AB                         |

| DN Auvergne-Rhône Alpes ___ | DN Auvergne-Rhône Alpes ___ | DN Auvergne-Rhône Alpes ___ |
| --------------------------- | --------------------------- | --------------------------- |
| Num                         | Coureuse                    | Pos                         |
| 251                         | Dilyxine Miermont (FRA)     | AB                          |
| 252                         | Emeline Eustache (FRA)      | AB                          |
| 253                         | Léa Curinier (FRA)          | 53e                         |
| 254                         | Sophie Almeida (FRA)        | 91e                         |
| 255                         | Maëva Paret Peintre (FRA)   | AB                          |
| 256                         | Léna Gérault (FRA)          | 71e                         |

| Centre Val de Loire ___ | Centre Val de Loire ___  | Centre Val de Loire ___ |
| ----------------------- | ------------------------ | ----------------------- |
| Num                     | Coureuse                 | Pos                     |
| 261                     | Mélanie Guedon (FRA)     | AB                      |
| 262                     | Lyse Girault (FRA)       | AB                      |
| 264                     | Mathilde Terrasson (FRA) | AB                      |
| 266                     | Pascaline Duchesne (FRA) | AB                      |

| Bio Frais ___ | Bio Frais ___          | Bio Frais ___ |
| ------------- | ---------------------- | ------------- |
| Num           | Coureuse               | Pos           |
| 271           | Loriane Ceyssat (FRA)  | AB            |
| 272           | Clara Copponi (FRA)    | 73e           |
| 273           | Alice Coutinho (FRA)   | AB            |
| 274           | Camille Devi (FRA)     | AB            |
| 275           | Valentine Fortin (FRA) | 82e           |
| 276           | Aline Guglielmi (FRA)  | 54e           |

| VC Morteau Montbenoit ___ | VC Morteau Montbenoit ___ | VC Morteau Montbenoit ___ |
| ------------------------- | ------------------------- | ------------------------- |
| Num                       | Coureuse                  | Pos                       |
| 281                       | Jennifer Mark (FRA)       | AB                        |
| 282                       | Marie Gielen (FRA)        | 51e                       |
| 283                       | Margot Grosjean (FRA)     | AB                        |
| 284                       | Zoé Delachaux (FRA)       | AB                        |
| 285                       | Laura Semon (FRA)         | AB                        |
| 286                       | Chloé Charpentier (FRA)   | AB                        |

| FDJ-Nouvelle Aquitaine-Futuroscope FDJ | FDJ-Nouvelle Aquitaine-Futuroscope FDJ | FDJ-Nouvelle Aquitaine-Futuroscope FDJ |
| -------------------------------------- | -------------------------------------- | -------------------------------------- |
| Num                                    | Coureuse                               | Pos                                    |
| 1                                      | Coralie Demay (FRA)                    | 58e                                    |
| 2                                      | Marie Le Net (FRA)                     | 64e                                    |
| 3                                      | Victorie Guilman (FRA)                 | 34e                                    |
| 4                                      | Eugénie Duval (FRA)                    | 10e                                    |
| 5                                      | Maëlle Grossetête (FRA)                | 94e                                    |
| 6                                      | Lauren Kitchen (AUS)                   | 63e                                    |

| Charente-Maritime CMW | Charente-Maritime CMW   | Charente-Maritime CMW |
| --------------------- | ----------------------- | --------------------- |
| Num                   | Coureuse                | Pos                   |
| 11                    | Pauline Allin (FRA)     | 92e                   |
| 12                    | India Grangier (FRA)    | 50e                   |
| 13                    | Balladyne Tritsch (FRA) | AB                    |
| 14                    | Marine Quiniou (FRA)    | 17e                   |
| 15                    | Anaïs Morichon (FRA)    | AB                    |
| 16                    | Gladys Verhulst (FRA)   | 67e                   |

| Aromitalia Vaiano VAI | Aromitalia Vaiano VAI        | Aromitalia Vaiano VAI |
| --------------------- | ---------------------------- | --------------------- |
| Num                   | Coureuse                     | Pos                   |
| 21                    | Sofia Beggin (ITA)           | 79e                   |
| 22                    | Rasa Leleivytė (LTU) (route) | 78e                   |
| 23                    | Letizia Borghesi (ITA)       | 77e                   |
| 24                    | Nicole Nesti (ITA)           | AB                    |
| 25                    | Michela Balducci (ITA)       | 41e                   |
| 26                    | Emilia Matteoli (ITA)        | AB                    |

| Bepink BPK | Bepink BPK              | Bepink BPK |
| ---------- | ----------------------- | ---------- |
| Num        | Coureuse                | Pos        |
| 31         | Simona Frapporti (ITA)  | 65e        |
| 32         | Chiara Perini (ITA)     | 49e        |
| 33         | Silvia Valsecchi (ITA)  | 93e        |
| 34         | Vania Canvelli (ITA)    | 19e        |
| 35         | Tatiana Guderzo (ITA)   | 3e         |
| 36         | Francesca Pattaro (ITA) | 66e        |

| Bigla BIG | Bigla BIG                   | Bigla BIG |
| --------- | --------------------------- | --------- |
| Num       | Coureuse                    | Pos       |
| 41        | Cecilie Uttrup Ludwig (DEN) | 33e       |
| 42        | Leah Thomas (USA)           | 32e       |
| 43        | Mikayla Harvey (NZL)        | AB        |
| 44        | Sophie Wright (GBR)         | AB        |
| 45        | Elizabeth Banks (GBR)       | 5e        |
| 46        | Nikola Nosková (CZE)        | 6e        |

| Bizkaia-Durango BDP | Bizkaia-Durango BDP     | Bizkaia-Durango BDP |
| ------------------- | ----------------------- | ------------------- |
| Num                 | Coureuse                | Pos                 |
| 51                  | Sandra Alonso (ESP)     | AB                  |
| 52                  | Ainara Elbusto (ESP)    | 76e                 |
| 53                  | Isabel Martin (ESP)     | AB                  |
| 54                  | Lucía González (ESP)    | 43e                 |
| 55                  | Ariana Gilabert (ESP)   | AB                  |
| 56                  | Cristina Martínez (ESP) | 68e                 |

| BTC City Ljubljana BTC | BTC City Ljubljana BTC | BTC City Ljubljana BTC |
| ---------------------- | ---------------------- | ---------------------- |
| Num                    | Coureuse               | Pos                    |
| 61                     | Urša Pintar (SLO)      | AB                     |
| 62                     | Hanna Nilsson (SWE)    | AB                     |
| 63                     | Urška Žigart (SLO)     | 90e                    |
| 64                     | Špela Kern (SLO)       | AB                     |
| 65                     | Maja Savic (SRB)       | AB                     |

| Doltcini-Van Eyck Sport DVE | Doltcini-Van Eyck Sport DVE     | Doltcini-Van Eyck Sport DVE |
| --------------------------- | ------------------------------- | --------------------------- |
| Num                         | Coureuse                        | Pos                         |
| 71                          | Pascale Jeuland-Tranchant (FRA) | 60e                         |
| 72                          | Marion Sicot (FRA)              | 39e                         |
| 73                          | Saartje Vandenbroucke (BEL)     | 84e                         |
| 74                          | Jesse Vandenbulcke (BEL)        | AB                          |
| 75                          | Séverine Eraud (FRA)            | 36e                         |
| 76                          | Victoire Berteau (FRA)          | 97e                         |

| Health Mate-Ladies Team HMT | Health Mate-Ladies Team HMT   | Health Mate-Ladies Team HMT |
| --------------------------- | ----------------------------- | --------------------------- |
| Num                         | Coureuse                      | Pos                         |
| 81                          | Christina Schweinberger (AUT) | 46e                         |
| 82                          | Kylie Waterreus (NED)         | 45e                         |
| 83                          | Kirstie van Haaften (NED)     | 23e                         |
| 84                          | Fien Delbaere (BEL)           | 24e                         |
| 85                          | Margarita Lopez (ESP)         | AB                          |

| Lotto Soudal Ladies LSL | Lotto Soudal Ladies LSL  | Lotto Soudal Ladies LSL |
| ----------------------- | ------------------------ | ----------------------- |
| Num                     | Coureuse                 | Pos                     |
| 91                      | Julie Van de Velde (BEL) | 31e                     |
| 92                      | Danique Braam (NED)      | 22e                     |
| 93                      | Chantal Hoffmann (LUX)   | 85e                     |
| 94                      | Danielle Christmas (GBR) | 12e                     |

| Mitchelton-Scott MTS | Mitchelton-Scott MTS   | Mitchelton-Scott MTS |
| -------------------- | ---------------------- | -------------------- |
| Num                  | Coureuse               | Pos                  |
| 101                  | Sarah Roy (AUS)        | 11e                  |
| 102                  | Gracie Elvin (AUS)     | 4e                   |
| 103                  | Georgia Williams (NZL) | 15e                  |
| 105                  | Moniek Tenniglo (NED)  | 8e                   |
| 106                  | Alexandra Manly (AUS)  | 18e                  |

| Parkhotel Valkenburg PHV | Parkhotel Valkenburg PHV | Parkhotel Valkenburg PHV |
| ------------------------ | ------------------------ | ------------------------ |
| Num                      | Coureuse                 | Pos                      |
| 111                      | Sofie De Vuyst (BEL)     | 2e                       |
| 112                      | Esther van Veen (NED)    | 56e                      |
| 113                      | Loes Adegeest (NED)      | 57e                      |
| 114                      | Belle De Gast (NED)      | 14e                      |
| 115                      | Femke Markus (NED)       | 16e                      |
| 116                      | Fleur Nagengast (NED)    | 42e                      |

| Sopela Women's Team SWT | Sopela Women's Team SWT | Sopela Women's Team SWT |
| ----------------------- | ----------------------- | ----------------------- |
| Num                     | Coureuse                | Pos                     |
| 121                     | Maria Martins (POR)     | 75e                     |
| 122                     | Ariadna Trias (ESP)     | AB                      |
| 123                     | Andere Basterra (ESP)   | AB                      |
| 125                     | Alexandra Moreno (ESP)  | AB                      |

| WNT-Rotor Pro Cycling WNT | WNT-Rotor Pro Cycling WNT | WNT-Rotor Pro Cycling WNT |
| ------------------------- | ------------------------- | ------------------------- |
| Num                       | Coureuse                  | Pos                       |
| 131                       | Laura Asencio (FRA)       | 48e                       |
| 132                       | Ane Santesteban (ESP)     | 29e                       |
| 133                       | Lara Vieceli (ITA)        | AB                        |
| 135                       | Aafke Soet (NED)          | AB                        |
| 136                       | Anna Badegruber (AUT)     | AB                        |

| France FRA | France FRA          | France FRA |
| ---------- | ------------------- | ---------- |
| Num        | Coureuse            | Pos        |
| 141        | Sandrine Bideau     | 44e        |
| 142        | Audrey Cordon-Ragot | 27e        |
| 143        | Barbara Fonseca     | 55e        |
| 144        | Lucie Jounier       | AB         |
| 145        | Juliette Labous     | 7e         |
| 146        | Marine Strappazzon  | AB         |

| Israël ISR | Israël ISR       | Israël ISR |
| ---------- | ---------------- | ---------- |
| Num        | Coureuse         | Pos        |
| 151        | Rotem Gafinovitz | 21e        |
| 152        | Omer Shapira     | 59e        |
| 153        | Avital Gez       | AB         |
| 154        | Miriam Bar-on    | AB         |
| 155        | Nofar Maoz       | AB         |

| Luxembourg LUX | Luxembourg LUX            | Luxembourg LUX |
| -------------- | ------------------------- | -------------- |
| Num            | Coureuse                  | Pos            |
| 161            | Christine Majerus (route) | 1re            |
| 162            | Nina Berton               | AB             |
| 163            | Elise Maes                | 52e            |
| 164            | Anne-Sophie Harsch        | 88e            |
| 165            | Claire Faber              | AB             |
| 166            | Laurence Thill            | AB             |

| Jan van Arckel ___ | Jan van Arckel ___        | Jan van Arckel ___ |
| ------------------ | ------------------------- | ------------------ |
| Num                | Coureuse                  | Pos                |
| 171                | Charlotte Kool (NED)      | 74e                |
| 172                | Bente van Teeseling (NED) | 83e                |
| 173                | Amber van der Hulst (NED) | 26e                |
| 174                | Minke Bakker (NED)        | 70e                |
| 175                | Mylène de Zoete (NED)     | 96e                |
| 176                | Lily Schuitemaker (NED)   | 95e                |

| Nouvelle-Zélande NZL | Nouvelle-Zélande NZL | Nouvelle-Zélande NZL |
| -------------------- | -------------------- | -------------------- |
| Num                  | Coureuse             | Pos                  |
| 181                  | Bryony Botha         | AB                   |
| 182                  | Rylee McMullen       | 80e                  |
| 183                  | Rushlee Buchanan     | 62e                  |
| 184                  | Jenelle Crooks       | 38e                  |
| 185                  | Holly Edmondston     | AB                   |
| 186                  | Racquel Sheath       | AB                   |

| Norvège NOR | Norvège NOR                | Norvège NOR |
| ----------- | -------------------------- | ----------- |
| Num         | Coureuse                   | Pos         |
| 191         | Stine Borgli               | 30e         |
| 192         | Thale Sofie Kielland Bjerk | AB          |
| 193         | Line Marie Gulliksen       | AB          |
| 194         | Ingrid Moe                 | AB          |
| 195         | Mie Bjørndal Ottestad      | 69e         |
| 196         | Birgitte Ravndal           | 72e         |

| Russie RUS | Russie RUS                  | Russie RUS |
| ---------- | --------------------------- | ---------- |
| Num        | Coureuse                    | Pos        |
| 201        | Polina Kirillova            | 86e        |
| 202        | Margarita Syrodoeva (route) | AB         |
| 203        | Galina Tchernychova         | 47e        |
| 204        | Gyunel Mekhtieva            | 40e        |
| 205        | Irina Ivanova               | 35e        |
| 206        | Marina Uvarova              | 87e        |

| Espagne ESP | Espagne ESP          | Espagne ESP |
| ----------- | -------------------- | ----------- |
| Num         | Coureuse             | Pos         |
| 211         | Mavi García          | 28e         |
| 212         | Alicia González      | 20e         |
| 213         | Sheyla Gutiérrez     | 13e         |
| 214         | Eukene Larrarte      | AB          |
| 215         | Lorena Llamas        | AB          |
| 216         | Eider Merino (route) | 9e          |

| Centre mondial du cyclisme WCC | Centre mondial du cyclisme WCC | Centre mondial du cyclisme WCC |
| ------------------------------ | ------------------------------ | ------------------------------ |
| Num                            | Coureuse                       | Pos                            |
| 221                            | Agua Marina Espínola (PAR)     | AB                             |
| 222                            | Teniel Campbell (TTO)          | AB                             |
| 223                            | Eyeru Tesfoam Gebru (ETH)      | AB                             |
| 224                            | Anastasiya Kolesava (BLR)      | 89e                            |
| 225                            | Alice Sharpe (IRL)             | 61e                            |
| 226                            | Marlen Reusser (SUI)           | 25e                            |

| Breizh Ladies ___ | Breizh Ladies ___       | Breizh Ladies ___ |
| ----------------- | ----------------------- | ----------------- |
| Num               | Coureuse                | Pos               |
| 231               | Maina Galand (FRA)      | 37e               |
| 232               | Célia Le Mouël (FRA)    | AB                |
| 233               | Typhaine Laurance (FRA) | AB                |
| 234               | Floriane Huet (FRA)     | AB                |
| 235               | Laurie Vezie (FRA)      | AB                |
| 236               | Maryanne Hinault (FRA)  | AB                |

| Elles Pays de la Loire ___ | Elles Pays de la Loire ___ | Elles Pays de la Loire ___ |
| -------------------------- | -------------------------- | -------------------------- |
| Num                        | Coureuse                   | Pos                        |
| 241                        | Sarah Pope (FRA)           | AB                         |
| 242                        | Clémence Eraud (FRA)       | AB                         |
| 243                        | Charlotte Guillard (FRA)   | AB                         |
| 244                        | Justine Gegu (FRA)         | 81e                        |
| 245                        | Jade Leroueil (FRA)        | AB                         |
| 246                        | Anaelle Menet (FRA)        | AB                         |

| DN Auvergne-Rhône Alpes ___ | DN Auvergne-Rhône Alpes ___ | DN Auvergne-Rhône Alpes ___ |
| --------------------------- | --------------------------- | --------------------------- |
| Num                         | Coureuse                    | Pos                         |
| 251                         | Dilyxine Miermont (FRA)     | AB                          |
| 252                         | Emeline Eustache (FRA)      | AB                          |
| 253                         | Léa Curinier (FRA)          | 53e                         |
| 254                         | Sophie Almeida (FRA)        | 91e                         |
| 255                         | Maëva Paret Peintre (FRA)   | AB                          |
| 256                         | Léna Gérault (FRA)          | 71e                         |

| Centre Val de Loire ___ | Centre Val de Loire ___  | Centre Val de Loire ___ |
| ----------------------- | ------------------------ | ----------------------- |
| Num                     | Coureuse                 | Pos                     |
| 261                     | Mélanie Guedon (FRA)     | AB                      |
| 262                     | Lyse Girault (FRA)       | AB                      |
| 264                     | Mathilde Terrasson (FRA) | AB                      |
| 266                     | Pascaline Duchesne (FRA) | AB                      |

| Bio Frais ___ | Bio Frais ___          | Bio Frais ___ |
| ------------- | ---------------------- | ------------- |
| Num           | Coureuse               | Pos           |
| 271           | Loriane Ceyssat (FRA)  | AB            |
| 272           | Clara Copponi (FRA)    | 73e           |
| 273           | Alice Coutinho (FRA)   | AB            |
| 274           | Camille Devi (FRA)     | AB            |
| 275           | Valentine Fortin (FRA) | 82e           |
| 276           | Aline Guglielmi (FRA)  | 54e           |

| VC Morteau Montbenoit ___ | VC Morteau Montbenoit ___ | VC Morteau Montbenoit ___ |
| ------------------------- | ------------------------- | ------------------------- |
| Num                       | Coureuse                  | Pos                       |
| 281                       | Jennifer Mark (FRA)       | AB                        |
| 282                       | Marie Gielen (FRA)        | 51e                       |
| 283                       | Margot Grosjean (FRA)     | AB                        |
| 284                       | Zoé Delachaux (FRA)       | AB                        |
| 285                       | Laura Semon (FRA)         | AB                        |
| 286                       | Chloé Charpentier (FRA)   | AB                        |